# The Anthology Decades The Space Years Volume 1
The Anthology Decades – The Space Years Volume 1 is een muziekalbum van het Duitse Tangerine Dream. Het is een verzamelalbum; dit album bevat echter composities/opnamen die niet eerder verschenen zijn op de reguliere albums van de band. Tracks zijn geremasterd, hersteld of opnieuw opgenomen. Er wordt niet vermeld hoe de samenstelling van de band was ten tijde van de opnames. De opnamen dateren zo te horen van voor het digitale tijdperk.

## Muziek
| Nr. | Titel                                      | Duur |
| --- | ------------------------------------------ | ---- |
| 1.  | Boat to China                              |      |
| 2.  | Landing on 51                              |      |
| 3.  | Exit to heaven (wordt middenin afgebroken) |      |
| 4.  | Silver pendulum                            |      |
| 5.  | Shy Shila                                  |      |
| 6.  | Sunset in the fifth system                 |      |
| 7.  | Borealis                                   |      |
| 8.  | Run to Vegas                               |      |
| 9.  | The seventh folder                         |      |
| 10. | Pink ashes                                 |      |
| 11. | The burning hole                           |      |
| 12. | Hucklebee’s dream                          |      |